# Louky pod Kumstátem
Louky pod Kumstátem este o arie protejată (arie specială de conservare — SAC, sit de importanță comunitară — SCI) din Republica Cehă întinsă pe o suprafață de 7,39 ha, integral pe uscat.

## Localizare
Centrul sitului Louky pod Kumstátem este situat la coordonatele 48°59′37″N 16°55′23″E / 48.993611°N 16.923056°E.

## Înființare
Situl Louky pod Kumstátem a fost declarat sit de importanță comunitară în aprilie 2005 pentru a proteja 2 specii de plante. Situl a fost protejat și ca arie specială de conservare în ianuarie 2013.

## Biodiversitate
Situată în ecoregiunea panonică, aria protejată nu include niciun habitat protejat.
La baza desemnării sitului se află mai multe specii protejate de  plante (2): Echium russicum, sisinei (Pulsatilla grandis).